# Ringer-Europameisterschaften 1947
Die Ringer-Europameisterschaften 1947 wurden in Prag ausgetragen. Es gab nur einen Wettbewerb im griechisch-römischen Stil, ausgetragen wie im Vorjahr in acht Gewichtsklassen.

## Ergebnisse
| Klasse | Gold                    | Silber            | Bronze              |
| ------ | ----------------------- | ----------------- | ------------------- |
| -52 kg | Bertil Sundin           | Mohamed El Ward   | Lennart Viitala     |
| -57 kg | Ali Hassan              | Reidar Merli      | Lorentz Freij       |
| -62 kg | Olle Anderberg          | Ferenc Tóth       | František Kotrbatý  |
| -67 kg | Gösta Jönsson-Frändfors | Armenak Jaltyrjan | Celal Atik          |
| -73 kg | Yaşar Doğu              | Gösta Andersson   | Nikolai Kotscharski |
| -79 kg | Nikolai Below           | Muhlis Tayfur     | Axel Grönberg       |
| -87 kg | Konstantin Koberidse    | Gyula Kovács      | Karl-Johan Wong     |
| +87 kg | Johannes Kotkas         | Mustafa Çakmak    | Pauli Riihimäki     |

## Medaillenspiegel
| Rang | Land             | Gold | Silber | Bronze |
| ---- | ---------------- | ---- | ------ | ------ |
| 1    | Schweden         | 3    | 1      | 3      |
| 2    | Sowjetunion      | 3    | 1      | 1      |
| 3    | Türkei           | 1    | 2      | 1      |
| 4    | Ägypten          | 1    | 1      | 0      |
| 5    | Ungarn           | 0    | 2      | 0      |
| 6    | Norwegen         | 0    | 1      | 0      |
| 7    | Finnland         | 0    | 0      | 2      |
| 8    | Tschechoslowakei | 0    | 0      | 1      |